# Viana (Angola)
Viana é uma cidade e um município angolano da província de Luanda, situado a 18 km da capital do país. É limitado a norte pelos municípios de Cazenga, Mulenvos e Sequele, a leste pelo município de Calumbo, a sul pelos municípios de Calumbo e Quilamba e a oeste pelos municípios de Camama e Quilamba Quiaxi.
Segundo as projeções populacionais de 2018, elaboradas pelo Instituto Nacional de Estatística, conta com uma população de 1 838 291 habitantes e área territorial de 1 344 km².
O município foi fundado em 13 de dezembro de 1963 e é constituído somente pela comuna-sede.
Devido à sua proximidade com a cidade de Luanda, Viana foi escolhida para sediar a Reserva Industrial de Viana, inserida na Zona Económica Especial Luanda-Bengo (ZEE-LB), onde há fortes incentivos fiscais para implantação de empreendimentos.

## História
Os primeiros registros de assentamentos fixos em Viana datam 1836, ano da abolição do comércio transatlântico de escravos, iniciando por Calumbo, que foi um centro muito desenvolvido, com importante porto fluvial.

### Fundação da vila de Viana
A região central de Viana nasceu de um simples lugar ermo, possivelmente na década de 1920, onde foram assentes carris do Caminho de Ferro de Luanda, na confluência do rumo para Calumbo, Bom Jesus do Cuanza, e Catete, sentido de drenagem dos produtos que demandavam do Cuanza em direcção ao porto de embarque de Luanda.
Durante muitos anos, apenas conhecido por "Quilómetro 21", apeadeiro do Caminho de Ferro de Luanda que, mais tarde, viria a adoptar o nome de um velho agulheiro (profissional operador de um aparelho de mudança de via) chamado António Viana que, naquele mesmo lugar, acabou seus dias em modesta casa de madeira que, como estação, lhe serviu também de residência, entre cajueiros e matebeiros.
Assim o lugar passou a chamar-se Viana, implicitamente, sem formalidades de qualquer ordem, mas apenas por desígnio dos caminhantes que, cruzando a região, de comboio ou de carro, acabaram por implantar legando à posteridade.

### Integração administrativa
Mais tarde, o diploma legislativo n.º 2.049 de 1948, classificou este lugar de povoação comercial, integrando-a no Posto Administrativo de Alcântara, do concelho de Luanda.
Por portaria n.º 9.585 de 19 de dezembro de 1956, assinada pelo então governador-geral Horácio José de Sá Viana Rebelo, o antigo apeadeiro de Viana — já então com uma população flutuante oriunda de Calumbo, do Bom Jesus e de Catete e de Botomona, das margens do Cuanza e do Bengo, do Cacuaco e de Luanda — passou a sede do novo Posto Administrativo de Viana, integrado na área do antigo concelho de Luanda em dois departamentos: o do concelho de Luanda que passara a abranger a área essencialmente urbana da cidade de Luanda e o outro, o da Circunscrição Administrativa de São Paulo, compreendendo as áreas dos postos da Sede, Barra do Cuanza, Belas, Boavista, Cacuaco e Viana.
Pelo diploma legislativo n.º 3.042, de 11 de maio de 1960, foi criada a Circunscrição Administrativa de Viana, adjacente ao foral de Luanda, que só começou, efectivamente, a funcionar em 28 de outubro. Com a criação do Posto Administrativo de Belas, por portaria n.º 12.388 de 15 de setembro de 1962, a circunscrição passou a ter uma área de cerca de 1.820 Km², com os postos administrativos de Sede, Barra do Cuanza, Belas e Cacuaco. Por portaria n.º 13.735, de 27 de Março de 1965, a antiga circunscrição de Viana ascendeu a Concelho e nele foi instituída uma Comissão Municipal com a composição estabelecida pelo artigo 511.º da então Reforma Administrativa Ultramarina.
Por portaria n.º 14.061, de 13 de dezembro de 1965, que altera a decisão administrativa da província, o posto administrativo de Cacuaco foi desanexado do concelho de Viana, passando a constituir um novo concelho, com sede na povoação do Cacuaco.

### Da criação da Câmara Municipal ao período das guerras
Finalmente, por portaria n.º 14.062 de 13 de dezembro de 1965, a Comissão Municipal de Viana e outras congéneres foi elevada à categoria de Câmara Municipal, cuja área, nos termos do artigo 1.º do diploma legislativo n.º 3590, de 11 de dezembro de 1965, passou a coincidir com a área do concelho.
Em 1975, no âmbito da independência angolana e da reforma territorial do novo país, a província de Luanda ficou restrita à três municípios, suprimindo-se a capital Luanda, restando Ingombota, Viana e Cacuaco. A soma dos três municípios formava a área da "cidade de Luanda". Em 1976, com a subdivisão de Ingombota para formar Quilamba Quiaxi, o território vianense deixou de ser um dos componentes da cidade de Luanda, voltando a ser cidade de Viana.
O Congresso Nacional Africano (CNA) implanta na cidade, no pós-independência angolana, uma das principais bases militares exteriores do braço armado Lança da Nação. Em dezembro de 1983, na base de Viana, eclodiu a maior das agitações do Lança da Nação. Conhecida como "Mkatasinga" (derivado de uma palavra quimbunda que significa "soldado exausto"), a revolta foi desencadeada pela exigência dos quadros de que fossem enviados para combater o regime do apartheid na África do Sul, em vez de lutar mais batalhas na Guerra Civil Angolana (destaca-se que a África do Sul também estava envolvida na guerra). Os quadros também se opuseram à conduta pouco cuidadosa no recinto militar do departamento nacional de inteligência e segurança do CNA.

### De área rural à área urbana
Após a década de 1980 o município de Viana experimenta uma transformação intensa de sua paisagem tradiconal rural para uma zona urbana dinâmica. O período culmina com a integração vianense ao Plano Diretor da Região Metropolitana de Luanda, em 2011.

## Geografia

### Subdivisões
O município de Viana é composto somente da comuna-sede, que também conserva o nome de Viana. Anteriormente Calumbo, Zango e Baia eram comunas, e Vila Flôr, Quicuxi e Estalagem eram distritos urbanos.

### Demografia
Em 2011, a população vianense era jovem, com cerca de 47% tendo menos de 15 anos de idade. Somente 1,5% da população tinha 65 anos ou mais. Havia mais mulheres do que homens. A proporção de crianças vulneráveis era de 31,2% dos quais 12,5% eram órfãs ou separadas de pai e mãe. A principal razão da migração das populações foi a guerra, com 53,8% do perfil demográfico local, mas apenas 15,4% manifesta a pretensão de regressar às áreas de origem.

#### Migração
Inicialmente (século XIX) o processo migratório na área de Viana estava resumido aos portugueses, ambundos do interior e de congos, que somaram-se a grandes contingentes de ovimbundos, chócues, ganguelas e nhaneca-humbes a partir da década de 1960. A partir da década de 2000 cidade começou a abrigar uma relevante população de origem chinesa, concentrada no bairro Vila Chinesa.

## Política
Em matéria de relações políticas, Viana é geminada com a cidade de Osasco, no Brasil.

## Economia

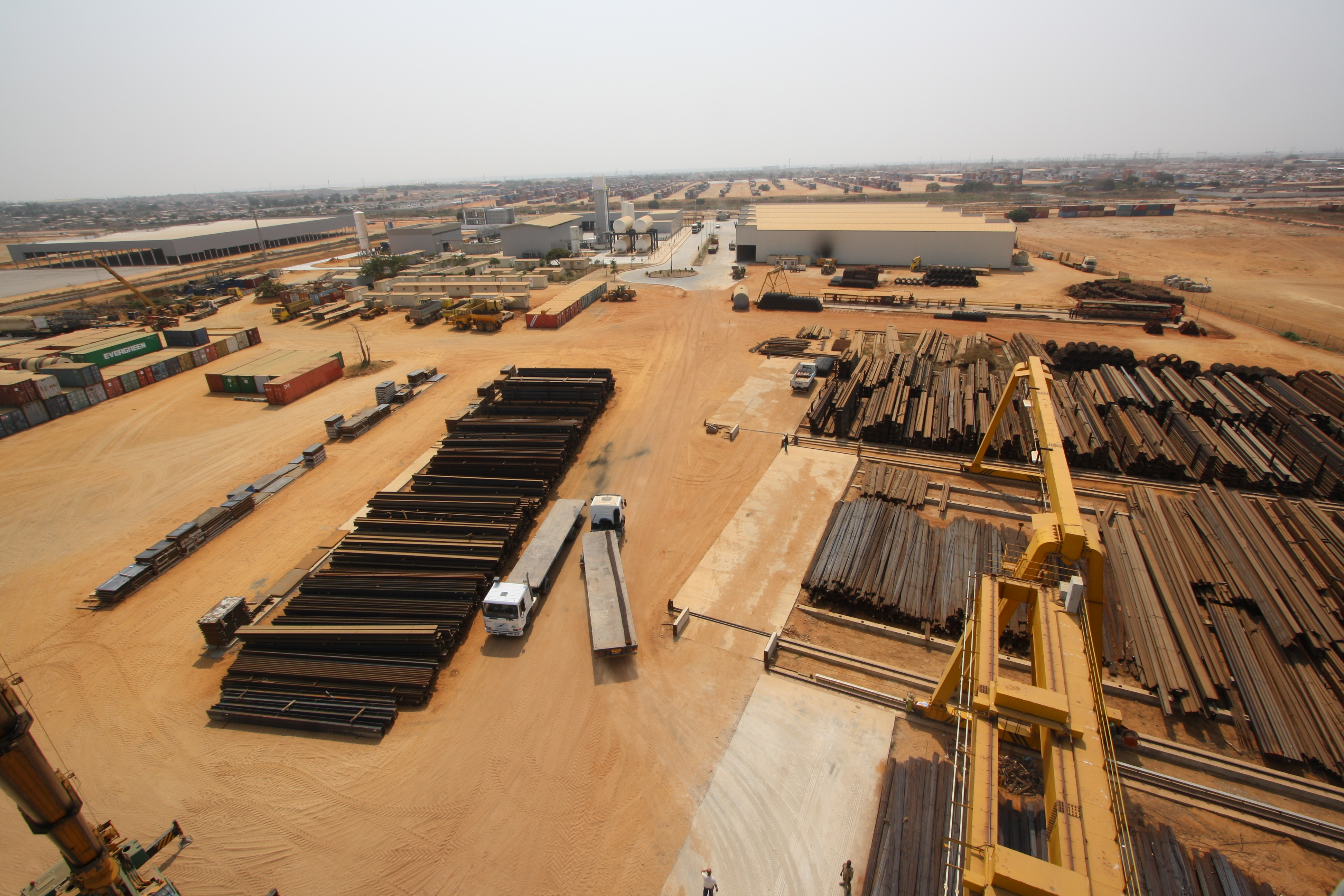
Em primeiro plano a planta metalúrgica da Acail, na Reserva Industrial de Viana, com diversas outras plantas industriais em segundo plano.

A posição geográfica de Viana em relação à capital da província e das extensas planuras dos seus terrenos, ainda tornam a cidade uma das maiores zonas industriais da nação. Viana foi escolhida para sediar a Reserva Industrial de Viana, inserida na Zona Económica Especial Luanda-Bengo (ZEE-LB), onde há fortes incentivos fiscais para implantação de empreendimentos.
Logo após o final da Guerra Civil Angolana, Viana experimentou transformações radicais e desordenadas que mudaram o seu perfil económico e social. Ocorreu um forte processo de sucateamento do parque industrial, registrando por quase uma década as maiores taxas de desemprego do país, tendo se tornado uma cidade dormitório, girando em órbita de Luanda, e dominada pela economia informal. Esse panorama negativo somente se alterou após a entrada em operações da Reserva Industrial de Viana.
Na década de 1990 o governo angolano criou o "Gabinete de Desenvolvimento e Aproveitamento Hidráulico do Quicuxi", que deveria ordenar a ocupação agrícola do lago-nascente do Quicuxi, o nascedouro da bacia do rio Cambambe. Dentre outras coisas, ficou definido o "Complexo Hidráulico do Quicuxi", que delimitou o "Perímetro Irrigado do Quicuxi", que seria abastecido com água potável pelo Canal de Irrigação de Quicuxi. O projeto previa assentar camponeses na área, num ambicioso projeto de reforma agrária. Entretanto, conforme a década de 2010 avançou e o "Gabinete do Quicuxi" foi extinto, a zona sofreu fortíssima especulação imobiliária, sendo aproveitada para projetos industriais, além de monoculturas e de fruticulturas, expulsando as famílias camponesas das margens. Entretanto, a zona do Quicuxi, que inclui partes de Viana, Quilamba e Calumbo, produz enormes excedentes de frutas, especialmente manga, além de ter se tornado uma zona turística.

## Infraestrutura

### Transportes

#### Ferrovia
As estações ferroviárias de Estalagem, Comarca, Viana, Capalanca, Entroncamento e Baia estão em território municipal e são servidas por comboios suburbanos, de médio e de longo curso.

#### Rodovias
A principal rodovia de Viana é a EN-230 (Estrada do Catete), que a liga tanto a Ingombota e a Catete, quanto ao restante da nação; outra rodovia importante é a Via Expressa Fidel Castro (antiga Via Expressa Cabolombo-Viana-Cacuaco), que na verdade é um anel viário da região de Luanda.

### Educação
A cidade de Viana mantém campus/polos do Instituto Superior Técnico de Angola e da Universidade Jean Piaget de Angola.

### Segurança pública
Conta com um Destacamento Permanente da Polícia Nacional, além de um quartel do Serviço de Protecção Civil e Bombeiros. É no território municipal que está localizado o Estabelecimento Prisional de Viana, a maior penitenciária angolana.

## Cultura e lazer

### Cultura
Dentre as principais manifestações culturais de Viana estão suas tradições culinárias e religiosas.

#### Culinária
Os pratos básicos das refeições principais da população são o funge e o pirão. Outro prato muito consumido é o fubá de bombó com farinha de milho, resultado da trituração da mandioca e do milho, a que se agrega o peixe seco (cacusso e bagre), o óleo de palma, o feijão e as hortícolas. Estes pratos são a base da alimentação vianense, registrando-se também o consumo agregado de carne bovina e caprina.
Nas refeições secundárias ou de acompanhamento destaca-se o consumo do pão, do café, do chá, do leite, do arroz, das massas, do quimbombó, das batatas, etc. A principal bebida é a quissangua, além do caporroto, do macau, e mesmo do maruvo/marufo (vinho de palma), que é, como a cerveja, parte de algumas tradições étnico-religiosas locais.

#### Festejos e tradições religiosas
A principal tradição religiosa de Viana é a Procissão do Corpo de Deus que acontece no primeiro domingo de junho, promovida pela Diocese de Viana. A caminhada de fé de Viana geralmente tem como ponto de partida os Bombeiros e termina no quintalão da Sé Catedral de São Paulo em Viana.
A Festa da Quianda, realizada no rio Cuanza entre Calumbo, Viana e Barra do Cuanza, são feitas para honrar a divindade e para aumentar a fartura do pescado. Para que a população tome conhecimento dos trabalhos, anualmente nas datas 1, 2, 3 do mês de novembro, faz-se um peditório para aquisição de produtos alimentares e bebidas espirituosas, para o tratamento das lagoas, parte dos rituais da Festa da Quianda.

### Lazer

#### Esportes
É também em Viana que se encontra o Estádio do Santos, recinto utilizado pela equipa de futebol Santos Futebol Clube de Angola.